# خوزه لوئیس لورتو
خوزه لوئیس لورتو (انگلیسی: José Luis Loreto؛ زادهٔ ۱۰ فوریهٔ ۱۹۷۱) بازیکن فوتبال اهل اسپانیا است.
از باشگاه‌هایی که در آن بازی کرده‌است می‌توان به باشگاه فوتبال رئال ساراگوسا، باشگاه فوتبال رئال مورسیا، باشگاه فوتبال رئال بتیس، باشگاه فوتبال کوردوبا، و باشگاه فوتبال کادیس اشاره کرد.
وی همچنین در تیم‌های ملی فوتبال زیر ۱۶ سال اسپانیا، زیر ۱۸ سال اسپانیا، زیر ۲۱ سال اسپانیا، و زیر ۲۳ سال اسپانیا بازی کرده‌است.